# Malurus
A Malurus a madarak osztályának verébalakúak (Passeriformes) rendjébe és a tündérmadárfélék (Maluridae) családjába tartozó nem.

## Rendszerezésük
A nemet Louis Pierre Vieillot francia ornitológus írta le 1816-ban, az alábbi fajok tartoznak ide:
- császár tündérmadár (Malurus cyanocephalus)
- bíborsapkás tündérmadár (Malurus coronatus)
- hosszúfarkú tündérmadár (Malurus elegans)
- kékbegyű tündérmadár (Malurus pulcherrimus)
- tarka tündérmadár (Malurus lamberti)
- bájos tündérmadár (Malurus amabilis)
- tengerkék tündérmadár (Malurus splendens)
- lazúr tündérmadár (Malurus cyaneus)
- fehérszárnyú tündérmadár (Malurus leucopterus)
- fehérhátú tündérmadár (Malurus alboscapulatus)
- piroshátú tündérmadár (Malurus melanocephalus)
- Malurus campbelli[2] vagy Chenorhamphus campbelli[1]
- Malurus grayi[2] vagy Chenorhamphus grayi[1]

## Előfordulásuk
Új-Guinea és Ausztrália területén honosak. Természetes élőhelyeik a mérsékelt övi, szubtrópusi vagy trópusi erdők és cserjések, valamint emberi környezet. Állandó, nem vonuló fajok.

## Megjelenésük
Testhosszuk 13-20 centiméter körüli.